# Zaglyptus multicolor
Zaglyptus multicolor är en stekelart som först beskrevs av Johann Ludwig Christian Gravenhorst 1829.  Zaglyptus multicolor ingår i släktet Zaglyptus och familjen brokparasitsteklar. Enligt den finländska rödlistan är arten nära hotad i Finland. Arten är reproducerande i Sverige. Artens livsmiljö är skogar. Utöver nominatformen finns också underarten Z. m. rufescens.